# Szent Erzsébet-kápolna (Mérida)
A Szent Erzsébet-kápolna a mexikói Mérida városának egyik régi műemléke.

## Leírás
A kápolnát egy Gaspar González de Ledesma nevű birtokos építtette saját vagyonából ismeretlen időben (valószínűleg a 17. században, de az is lehet, hogy a 16-odikban), azért, hogy oda remeteként bevonulhasson. Eredeti neve Nuestra Señora del Buen Viaje-kápolna volt, majd valószínűleg az építtető halála után az egyház tulajdonába került, és felvette a Szent Erzsébet nevet.
Az épület Mérida történelmi központjában, San Sebastián városrészben található, annak a helynek a közelében, ahol a régi várost el lehetett hagyni a campechei királyi út irányába. Előtte egy kis park található, közepén egy hatszögletű pavilonnal, amit padok vesznek körül. A teret határoló utcák mellett több régi, gyarmati stílusú lakóház is áll. A kápolna homlokzata egyszerű, szögletes falfelületének tetején egy csúcsos oromfaldarab emelkedik, amelyben a harangok számára három nyílást alakítottak ki. Ezen egy 1748-ból származó felirat is található, mellette pedig egy-egy alacsony, toronyszerű kiemelkedés. Az épület belső udvarán Yucatánban honos gyógy- és dísznövényeket, virágokat, cserjéket és harasztokat tartalmazó kert helyezkedik el. A kert ingyenesen látogatható, de mivel nem közterület, ezért a kápolnában valakitől engedélyt kell kérni a bebocsáttatásra. Déli oldalán egy régi temető terül el, ahol egy másik kápolna romjai még láthatók.

## Képek

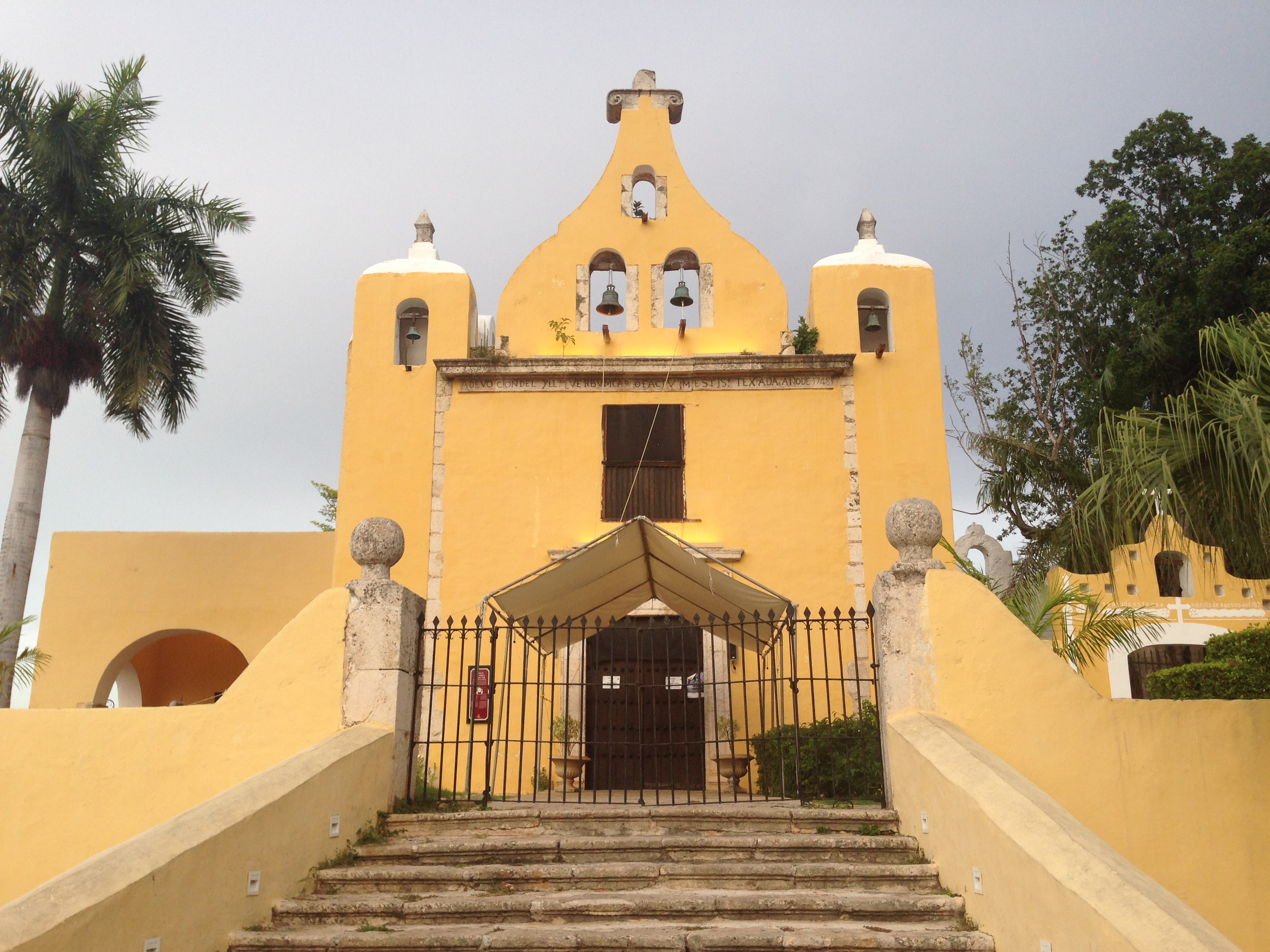
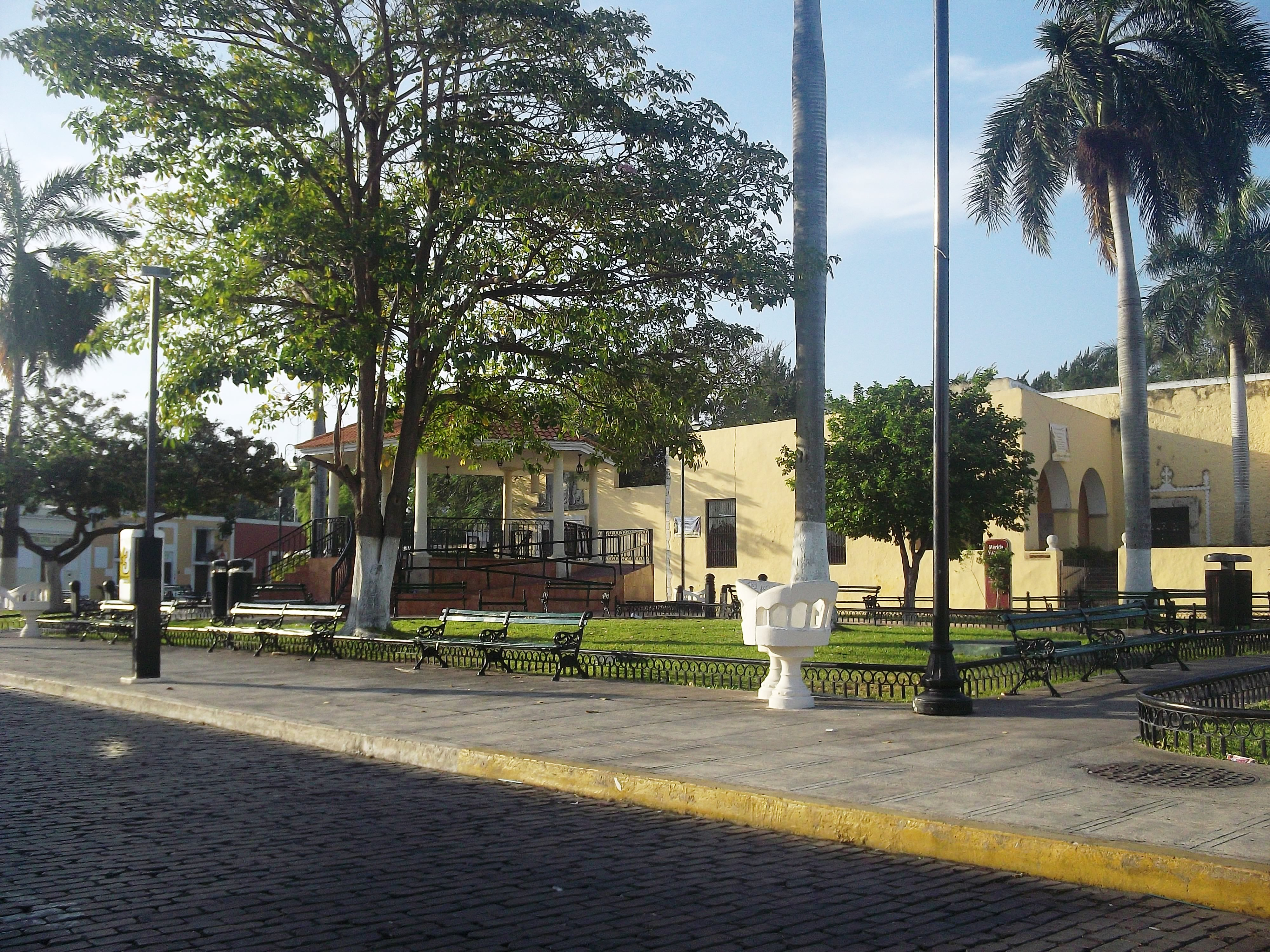
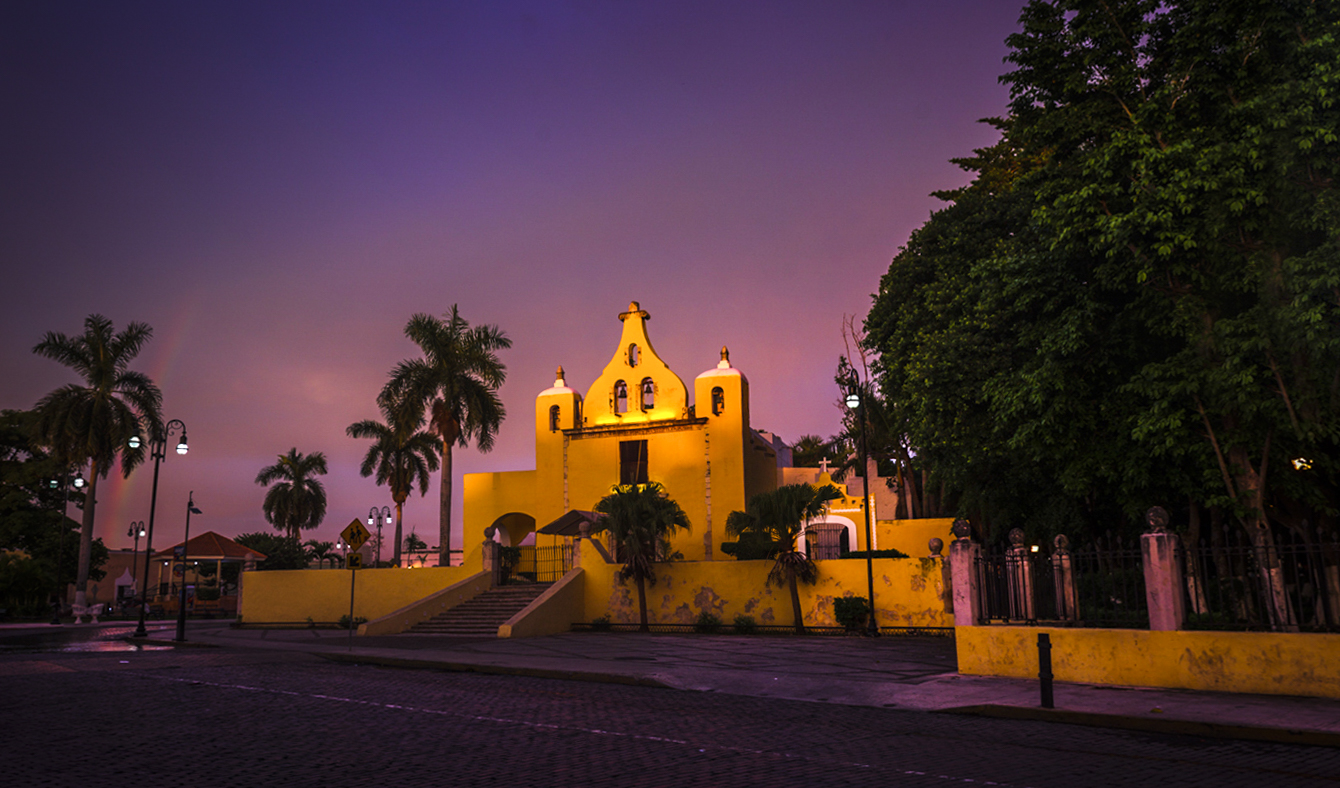